# Tendó d'Aquil·les

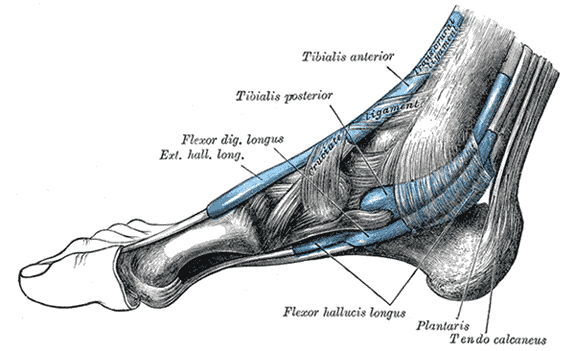
Vista lateral del tendó d'Aquil·les.

El tendó d'Aquil·les (tendo Achillis), tendó calcani (tendo calcaneus) i popularment garró és un tendó de la part posterior de la cama. Serveix per unir el bessó i el múscul soli a l'os calcani (taló).

## Anatomia
El tendó d'Aquil·les és l'extensió tendinosa dels tres músculs del panxell: bessó, soli i plantar prim. En els humans, aquest tendó passa per darrere del turmell i és el més gruixut i fort del cos. Mesura uns 15 cm de llarg i comença prop de la meitat de la cama, però rep fibres musculars sobre la seva superfície anterior gairebé fins al seu extrem. S'insereix gradualment mentre baixa en la part central de la superfície posterior del calcani, estant interposada una bursa entre el tendó i la part superior d'aquesta superfície. El tendó s'obre una mica en el seu extrem inferior, de manera que la seva part més estreta queda uns 4 cm per sobre de la seva inserció. Està cobert per la fàscia i l'integument, i sobresurt de forma prominent per darrere de l'os. El buit està farcit de teixit areolar i adipós. Al llarg de la seva cara lateral, però superficialment, està la vena safena menor. El reflex permet comprovar la integritat de l'arrel espinal S1.

## Nom
Aquest tendó és anomenat en honor d'Aquil·les, personatge de la mitologia grega, i de la seva cèlebre vulnerabilitat en el taló. El registre conegut més antic en el qual es dona aquest nom és el de l'anatomista flamenc Philip Verheyen en 1693. En el seu molt difós llibre Corporis Humani Anatomia, capítol XV, pàgina 328, Verheyen descrivia la localització del tendó i deia que era comunament anomenat «la corda d'Aquil·les» (quae vulgo dicitur "chorda Achillis"). De la mateixa llegenda sorgeix l'expressió «taló d'Aquil·les».

## Malalties
La tendinitis aquil·liana és la inflamació del tendó, generalment deguda al sobre-esforç del membre afectat o a una torçada.
És més comuna la tendinosi d'Aquil·les, una malaltia degenerativa sense inflamació del tendó, sovint acompanyada per la tumefacció del teixit adjacent i del paratendó. Maffulli et al. van suggerir que havia de donar-se la classificació clínica de tendinopatia a la combinació de dolor del tendó, tumefacció i mobilitat reduïda.
El trencament del tendó d'Aquil·les és el trencament parcial o complet del tendó, que requereix immobilització o cirurgia.
Pot aparèixer xantoma en el tendó d'Aquil·les de pacients amb hipercolesterolèmia familiar.